# Жозе Віале Моутінью
Жозе́ Віа́ле Моуті́нью (порт. José Viale Moutinho; *12 червня 1945, Фуншал, Португалія) — португальський журналіст і письменник. Фольклорист, автор репрезентативних антологій португальських народних казок (1978) і «Легендарна Португалія: золота книга наших легенд і традицій» (Portugal lendário: o livro de ouro das nossas lendas e tradições, 2005).  
Нащадок лісабонського професора латиніста й елініста італійського походження Антоніу Жозе Віале (порт. António José Viale). 

## З життєпису[4]
Народився на острові Мадейра 1945 року.
Від 1966 року займається журналістикою.
Працював директором книговидавництва в Порту.
Був членом Національної комісії допомоги політемігрантам-антифашистам.

## Нагороди
- Премія Жуліо Перейри де Матоса від Лісабонського Будинку Преси, за Crónica do Cerco

## Джерело
- Справки об авторах // Современная португальская новелла. М.: «Прогресс», 1977, 396 с. — С. 394 (рос.)